# Rocafuerte FC
Rocafuerte Fútbol Club – ekwadorski klub piłkarski z siedzibą w mieście Guayaquil, stolicy prowincji Guayas. Występuje w rozgrywkach Segunda Categoría. Domowe mecze rozgrywa na obiekcie Estadio Alejandro Ponce Noboa. Jest klubem filialnym CS Emelec.

## Historia
Klub został założony w sierpniu 1994 przez przedsiębiorstwo Rocafuerte zajmujące się produkcją cementu. Przez całą historię drużyna seniorów występowała w niższych ligach ekwadorskich: najwyżej udało się im dotrzeć do Serie B (2009–2012) po wygraniu trzeciej ligi. Klub zyskał renomę dzięki szkoleniu młodzieży.
W 2016 roku został przejęty przez klub CS Emelec i zaczął pełnić rolę jego filii.
Rocafuerte prowadził również sekcję piłki nożnej kobiet, która dwukrotnie wywalczyła mistrzostwo Ekwadoru (2013, 2014).

## Trenerzy
- Segundo Montaño (2008–2009)[4]
- Humberto Pizarro (2010–2011)[8]
- Hernán Vizcarra (2012)[9]
- Daniel Peña (2012)[10]
- Bolívar Vera (2019)[11]
- José Granda (od 2023)[12]